# Sprint (ракета)
Sprint — це двоступенева твердопаливна протибалістична ракета (ПРО), озброєна термоядерною боєголовкою W66 із посиленим випромінюванням, яка використовувалася армією Сполучених Штатів у 1975-1976 роках. Він був розроблений для перехоплення вхідних спускових апаратів (СА) після того, як вони опустилися нижче висоти приблизно 60 кілометрів, де згущене повітря позбавило будь-яких приманок або радіолокаційних відбивачів і поставило СА для спостереження за допомогою радара. Оскільки спусковий апарат  рухатиметься зі швидкістю приблизно 5 миль в секунду (8 047 м/с; 24 Маха), Sprint повинен був мати феноменальну продуктивність, щоб досягти перехоплення за кілька секунд до того, як СА досягне своєї цілі.
Sprint розігнався до 100 g, досягаючи швидкості 10 мах (12 250 км/год) за 5 секунд. Така висока швидкість на відносно низькій висоті створювала температуру шкіри до 6 200 °F (3 427 °C), що потребує абляційного екрану для розсіювання тепла. Висока температура спричинила утворення плазми навколо ракети, що вимагало надзвичайно потужних радіосигналів, щоб досягти її для наведення. Під час польоту ракета світилася яскраво-білим.

## Історія
Армія США розглядала питання про збиття балістичних ракет ТВД типу ракети Фау-2 ще в середині 1940-х років. Ранні дослідження показали, що їх короткий час польоту, порядку 5 хвилин, ускладнить виявлення, відстеження та стрілянину з цієї зброї. Однак, незважаючи на їх набагато вищу продуктивність, більший час польоту міжконтинентальних балістичних ракет і вищі траєкторії зробили їх, теоретично, набагато легшими для атаки.
У 1955 році армія дала Лабораторії Белла, яка розробила попередні ракети Nike, контракт на вивчення проблеми ПРО. Вони повернули звіт, в якому говориться, що концепція відповідає найсучаснішому положенню і може бути створена за допомогою скромних модернізацій найновішої армійської ракети «земля-повітря» Nike Hercules. Основними технологічними проблемами були б потреба в надзвичайно потужних радарах, які могли б виявляти наближення боєголовок міжконтинентальних балистичних ракет досить задовго, щоб вести вогонь по них, і комп’ютери з достатньою швидкістю для відстеження цілей у боях, які тривали кілька секунд.
Белл розпочав розробку того, що стало Nike Zeus у 1956 році, працюючи в центрі розробки Nike в Redstone Arsenal. Програма пройшла досить гладко, і перші випробування були проведені влітку 1959 року. До 1962 року на острові Кваджалейн була побудована повна база Zeus, яка виявилася дуже успішною протягом наступного року, успішно перехоплюючи тестові боєголовки і навіть низьколітаючі супутники.

### Sprint
Результати дослідження ARPA з’явилися на піку дебатів щодо системи Zeus на початку 1960-х років. Новий міністр оборони Роберт Макнамара переконав президента Кеннеді, що Zeus просто не вартий розгортання. Він запропонував використати кошти, виділені на її розгортання, для розробки системи ARPA, яка стала відомою як Nike-X, назву, яку дав професор інженерії Джек Руіна, коли він звітував про концепцію.

### Sprint  II
У другому кварталі 1968 року велася робота над початковим дослідженням "Follow-On Sprint". Лос-Аламос досліджував дві боєголовки для варіанту дизайну Upstage II. У третьому кварталі 1971 року Sprint II було включено до нового модуля Safeguard під назвою Hardsite Defense (HSD), і спільна робоча група Комісії з атомної енергії та Міністерства оборони досліджувала нові боєголовки, які потребуватимуть менше тритію. HSD був описаний як:
... [складається] з автономного модуля для перехоплення зблизька на низькій висоті (≈10 000 до 30 000 футів) і базується на трьох блоках радара/процесора даних, розташованих на відстані близько 10 морських миль один від одного. Модуль матиме шість або сім вогневих точок, які містять близько 100 модифікованих перехоплювачів Sprint для захисту приблизно 21 шахти.

## Дизайн
Конічний Sprint зберігався в бункері та був запущений з нього. Щоб зробити запуск якомога швидшим, ракета, яка була викинута поршнем із вибуховою речовиною, просто пробилася крізь кришку бункера зі скловолокна. Коли ракета очистила шахту за 0,6 секунди, спрацював перший ступінь, і ракета була нахилена до своєї цілі. Перший ступінь вичерпався лише через 1,2 секунди, але створив 650 000 фунт-сил (2 891 кілоньютон) тяги. При відриві відпрацьований перший ступінь розпався під дією аеродинамічних сил. Другий ступінь спрацював протягом 1-2 секунд після запуску. Перехоплення на висоті від 1 до 19 миль (1,5 до 30 км) займає не більше 15 секунд.
Вважається, що двигун Hercules X-265 першого ступеня містив чергування шарів цирконієвих «скоб», вбудованих у нітроцелюлозний порошок, з подальшим желатинуванням нітрогліцерином, таким чином утворюючи двобазовий порошок з більшою тягою.

## Дизайн попередники

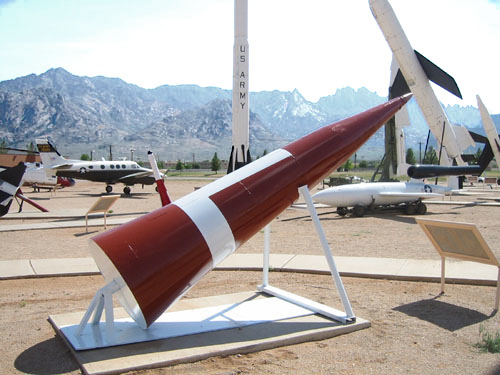
Експозиція ракет HIBEX в музеї ракетного полігону White Sands

Ракета "HIBEX" (HIgh Boost EXperiment) вважається певною мірою попередницею конструкції та конкурентом ракети Sprint, оскільки це була подібна високоприскорювальна ракета на початку 1960-х років із перенесенням технологій із цієї програми на Sprint програма розвитку відбувається. Обидва були випробувані на стартовому комплексі White Sands 38. Незважаючи на те, що початкова швидкість розгону HIBEX була вищою, близько 400 g, його роль полягала в перехопленні апаратів, що повертаються, на набагато меншій висоті, ніж Sprint, 20 000 футів (6 100 м), і це вважається останньою протибалістичною ракетою, «схожою на Sprint». HIBEX використовував «композитне модифіковане двобазове паливо», відоме як FDN-80, створене із змішування перхлорату амонію, алюмінію та подвійного бездимного пороху з цирконієвими скобами (0,125 дюйма (3 мм) завдовжки) вбудовані або "випадково розсіяні" по всій матриці. 
Британська ракета «Тандерберд» 1947 року створювала прискорення 100 g з полісульфідним композитним паливом і твердотільним ракетним двигуном зірчастого поперечного перерізу.

## Тестування
Перше випробування ракети Sprint відбулося на ракетному полігоні White Sands 17 листопада 1965 року. 

## Галерея
| |
| Зблизька: носовий конус протибалістичної ракети Sprint у її бункері. Нос трохи відхилявся, щоб керувати ракетою в польоті. |

|                                                                           |
| Протибалістична ракета «Sprint» на випробувальному стенді перед запуском. |

|                                                       |
| Остаточна збірка ракети "Sprint" перед випробуванням. |